# پیرسالاری
پیرسالارییا حکومت ریش‌سفیدان گونه‌ای نظام حکومتی است مبتنی بر اولویت دادن به افراد سال‌خورده در سمت‌های تصمیم‌گیری که ریشه از تقدس یافتن عمر و تجربه به دلایل دینی، سنتی، فرهمندی یا باورشناختی می‌گیرد. این اصطلاح از نیمه نخست سدهٔ نوزده در زبان‌های اروپایی رواج یافته است. در پیرسالاری افرادی که خیلی مسن‌تر از متوسط جمعیت بزرگسال یک کشور هستند بر آنها حکومت می‌کنند.

## پیرسالاری در آمریکا
نویسنده گاردین در مقاله ای تحت عنوان «پیرسالاری: طبقه سیاسی فوق‌العاده مسنی که ایالات متحده را اداره می‌کند» نوشت: «پیرسالاری به آرامی اما به‌طور اجتناب ناپذیری بر واشینگتن سایه افکند.»
کلمه سنا از واژه لاتین «سنکس» آمده که به معنای پیر یا پیرمرد است و مجلس سنا همواره محل حضور گروهی از مسن‌ترین سیاستمداران مرد و زن بوده است. سنا (در سال۲۰۲۳) با میانگین سنی ۶۵ سال، از همیشه پیرتر است. بسیاری از سیاستمداران آمریکایی حاضر نیستند قدرت را رها کنند و نبود محدودیت دوره خدمت در بعضی مقام‌ها، ماندن در قدرت را برای آنها امکان‌پذیر کرده است. از آنجا که تعداد خیلی کمی حاضر به ترک مقام خود هستند، موقعیت برای جوانانی که می‌خواهند وارد عرصه سیاسی شوند، بسیار کمتر شده است. آنهایی که موفق به شکستن این به اصطلاح «دیوار خاکستری» شده‌اند می‌گویند غالباً به خاطر سنشان به آنها بی‌توجهی می‌شود. یک پژوهش نشان می‌دهد که ۷۹ درصد آمریکایی‌ها خواهان تعیین محدودیت سنی برای مقام‌های فدرال و تغییر نسل آنها هستند.
جو بایدن هنگامی که ۷۸ سال سن داشت، سوگند ریاست جمهوری را یاد کرد تا به عنوان پیرترین رئیس‌جمهوری تاریخ ایالات متحده وارد کاخ سفید شود. رونالد ریگان با ۶۹ سال و دونالد ترامپ با ۷۴ سال سن در هنگام ادای سوگند ریاست جمهوری، دیگر روسای جمهوری سالخورده آمریکا به‌شمار می‌روند.
فرماندار سابق کارولینای جنوبی خواستار «نسلی نو» از رهبران شد و گفت که از «آزمون اجباری صلاحیت ذهنی برای سیاستمداران بالای ۷۵ سال» حمایت خواهد کرد.